# Mon père est ingénieur
Mon père est ingénieur és una pel·lícula francesa dirigida per Robert Guédiguian del 2004.

## Argument
Natacha s'imagina com la Mare de Déu portant Jesús al ventre, als molls en desús de Marsella. El seu Josep és Jérémie, el seu amor d'infància i de tota la vida. Jérémie, a qui fa molts anys que no veu, viatja pel món, mentre que la Natacha segueix sent metge local.
Jérémie es troba al seu costat, però ella no ho sap. La Natacha ja no sap res. Un dia, el seu pare la va trobar així, inert, muda: “xoc psicològic” diuen els professors.
Jérémie s'instal·la amb la Natacha. Els records tornen inundant-se: tenien 14 anys i s'estimaven. Avui, Jérémie ha tornat i encara no sap que es quedarà. La seva investigació per descobrir què li va passar a la Natacha la farà conèixer la gent que va conèixer, estimar la gent que estimava, cuidar els malalts que va tractar...

## Repartiment
- Ariane Ascaride : Natacha / Marie
- Jean-Pierre Darroussin : Jérémie / Joseph
- Gérard Meylan : Monsieur Vadino / Roustido
- Christine Brucher : Madame Vadino
- Pascale Roberts : la mare de Natacha
- Jacques Boudet : el pare de Natacha
- Youssef Sahbeddine : Rachid / Vincent
- Mathilda Duthu : Mylène / Mireille
- Pierre Banderet : l'ase
- Patrick Bonnel : el bou

## Distincions
Va estar nominada a la Conquilla d'Or al Festival Internacional de Cinema de Sant Sebastià 2004.

## Crítiques
| «                               | "Un Guédiguian tòpic (...) se li arraïmen les frases fetes de telepredicador i se li pressent el murmuri de 'La internacional' (...) història tan paternalista i tendra com lleugerament bíblica (...) Puntuació: ★ (sobre 5)." | » |
| — Oti Rodríguez Marchante, ABC. | |   |

| «                          | "El camí a Betlem es repeteix de manera al·legòrica i discursiva desviant-se la història principal (...) no aconsegueix la vitalitat de 'Marius i Jeanette' o de 'La ciutat està tranquil·la' per aquesta absurda mescla de realitat i rondalla idealista que no acaba de quallar." | » |
| — Inma Garrido, Cinemanía. | |   |